# Distretto di Weiyang
Il distretto di Weiyang (未央区S, Wèiyāng QūP) è un distretto della Cina, situato nella provincia dello Shaanxi e amministrato dalla città-prefettura di Xi'an.